# Spich (Troisdorf)
Spich is een stadsdeel (Ortschaft) van de gemeente Troisdorf in Duitsland, in de deelstaat Noordrijn-Westfalen. Het ligt 3 km ten noorden van de stadskern van Troisdorf. De plaats had op 30 juni 2020 (inclusief tweede-woningbezitters) 13.031 inwoners.

## Infrastructuur
- Trein: Aan de spoorlijn Troisdorf-Keulen ligt Station Spich.
- Auto: Belangrijke hoofdverkeerswegen in of nabij Troisdorf zijn onder andere:
  - De Autobahn A59 afrit 37 Spich
  - De Bundesstraße 8, dwars door het dorp
- Vliegtuig: De Luchthaven Köln-Bonn ligt onmiddellijk ten noorden van Spich.

## Economie
Spich heeft een traditie van industrie en mijnbouw. In 1815 reeds werd er een aluinmijn geopend. Na de aanleg van de A59 ontstonden enige industrieterreinen voor vooral midden- en kleinbedrijf.

## Geschiedenis
De locatie van Spich was reeds circa 3.000 jaar voor het begin van de jaartelling bewoond.
In de middeleeuwen (oudste schriftelijke vermelding: 1297) heerste hier een adellijk geslacht Von Spich.
In 1588 werd het dorp tijdens de Keulse Oorlog geheel verwoest. Aan het einde van de Tweede Wereldoorlog, op 11 maart 1945, herhaalde deze catastrofe zich (52 dodelijke slachtoffers onder de burgerbevolking).
Spich was tot 1927 een zelfstandige gemeente. Van 1927 tot 1969 behoorde het tot de gemeente Sieglar. Op 1 augustus 1969 werden Sieglar en Spich twee gelijkwaardige stadsdelen (Ortschaften) binnen de gemeente Troisdorf. Van plm. 1950 tot plm. 2000 waren hier Belgische legereenheden in Camp Spich gestationeerd.
Zoals overal in de regio, was er in Spich vanaf 1950, toen Bonn tijdelijk de nationale hoofdstad van de Bondsrepubliek Duitsland was, sprake van een groeiend aantal inwoners, doordat in Bonn werkzame ambtenaren woonruimte nodig hadden. Toen Berlijn weer de hoofdstad van Duitsland was geworden, kwam hieraan een einde.

## Bezienswaardigheden
- De parkachtige en aan de Wahner Heide grenzende omgeving van kasteel Haus Broich. Kasteel Haus Broich zelf huisvest het kantoor van een reclamebureau en is niet toegankelijk voor publiek.
- Natuurgebied Wahner Heide is dicht bij Spich gelegen.
- De in 1861 ingewijde parochiekerk O.L.V. Hemelvaart (Mariä Himmelfahrt) bevat een welluidend, in 1908 voltooid Klais-orgel, waarop de parochianen zeer trots zijn.
- Het 18e-eeuwse en na een brand in 2000 geheel herbouwde Haus Heep, in de vroege 19e eeuw een tolhuis, is een café-restaurant, waar een belangrijk deel van het sociale leven van het dorp zich afspeelt. Ertegenover staat het enige oude vakwerkhuis van Spich, „Et Hüsje“.
- Bijzonder is, dat de voormalige kapel van het Belgische legerkamp is omgewijd tot de Grieks-orthodoxe kerk St. Dimitrios.

## Afbeeldingen

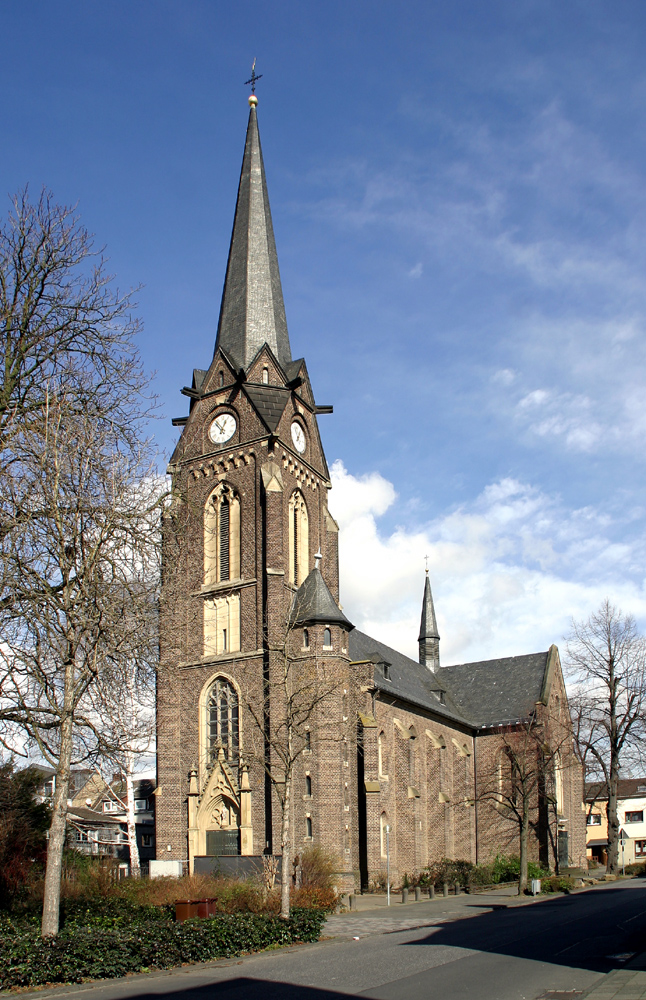
R.K. parochiekerk O.L.V. Hemelvaart
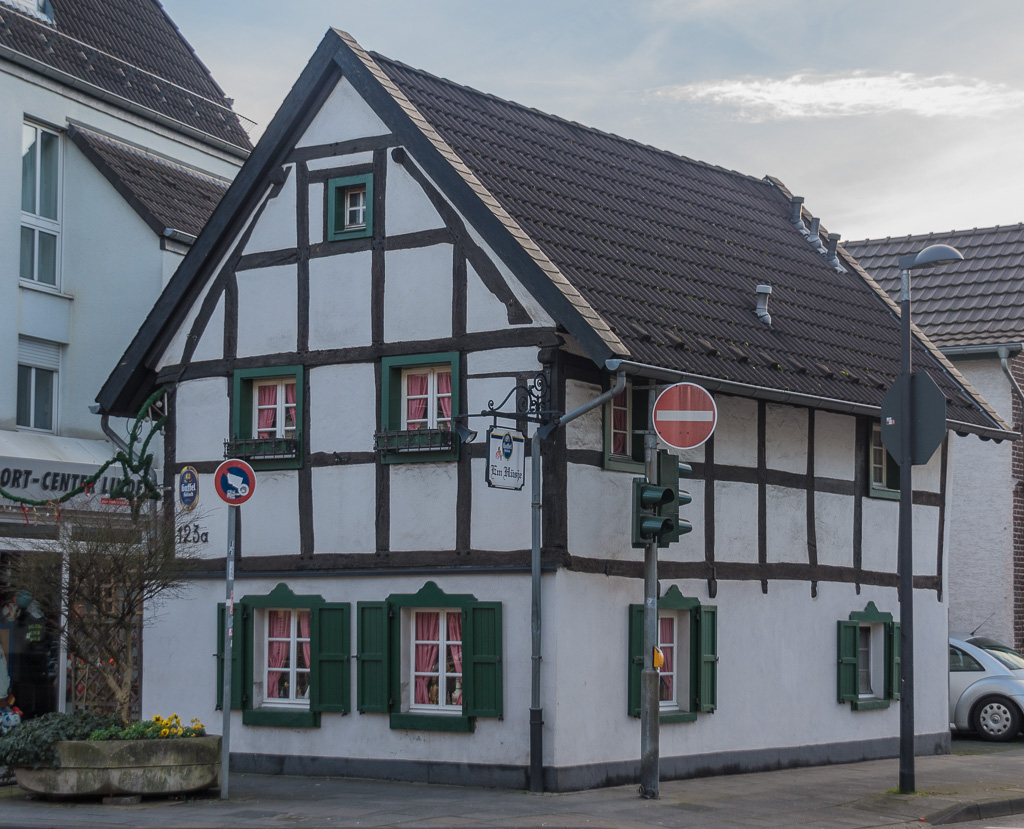
Et Hüsje
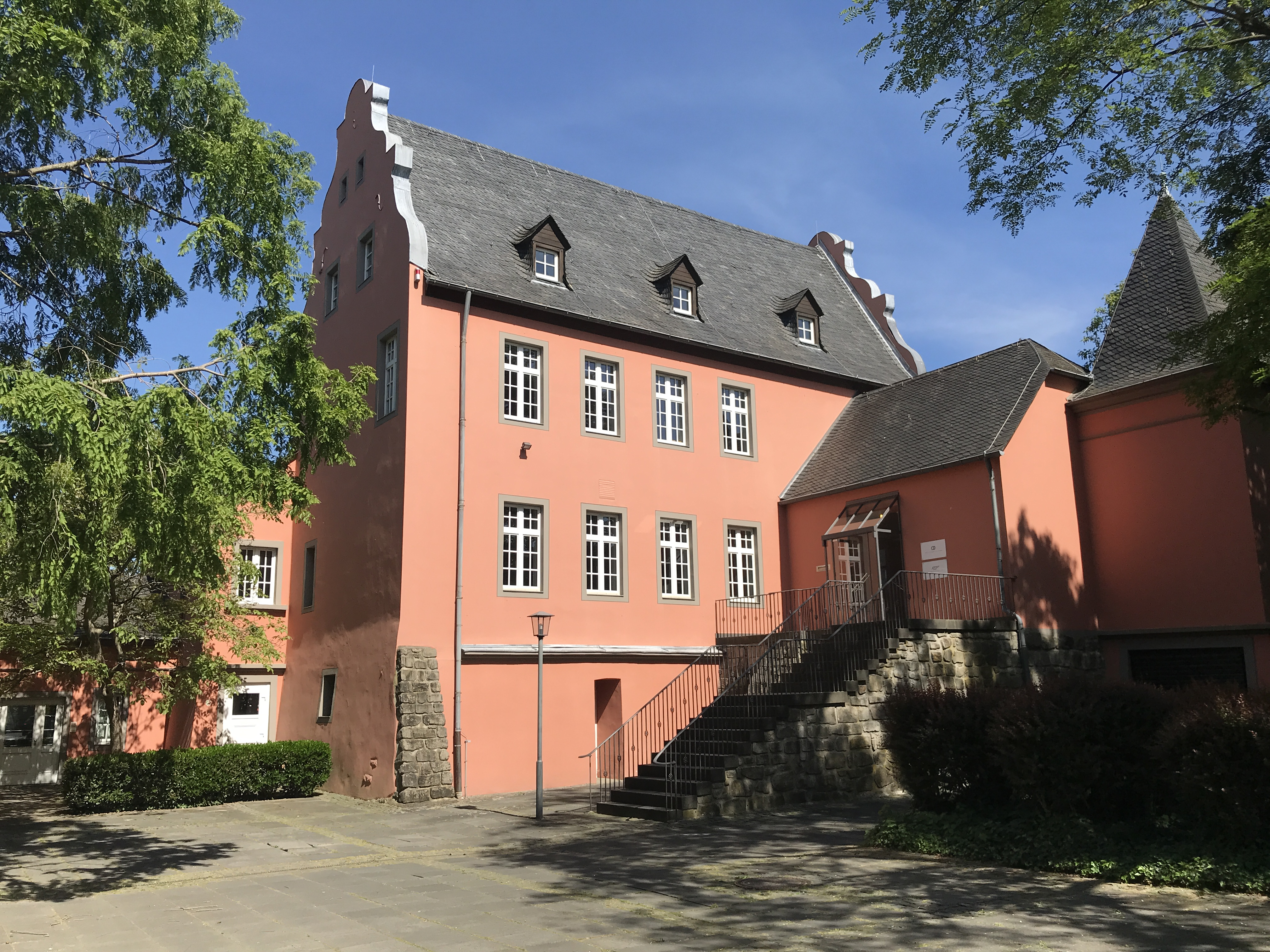
Kasteel Haus Broich
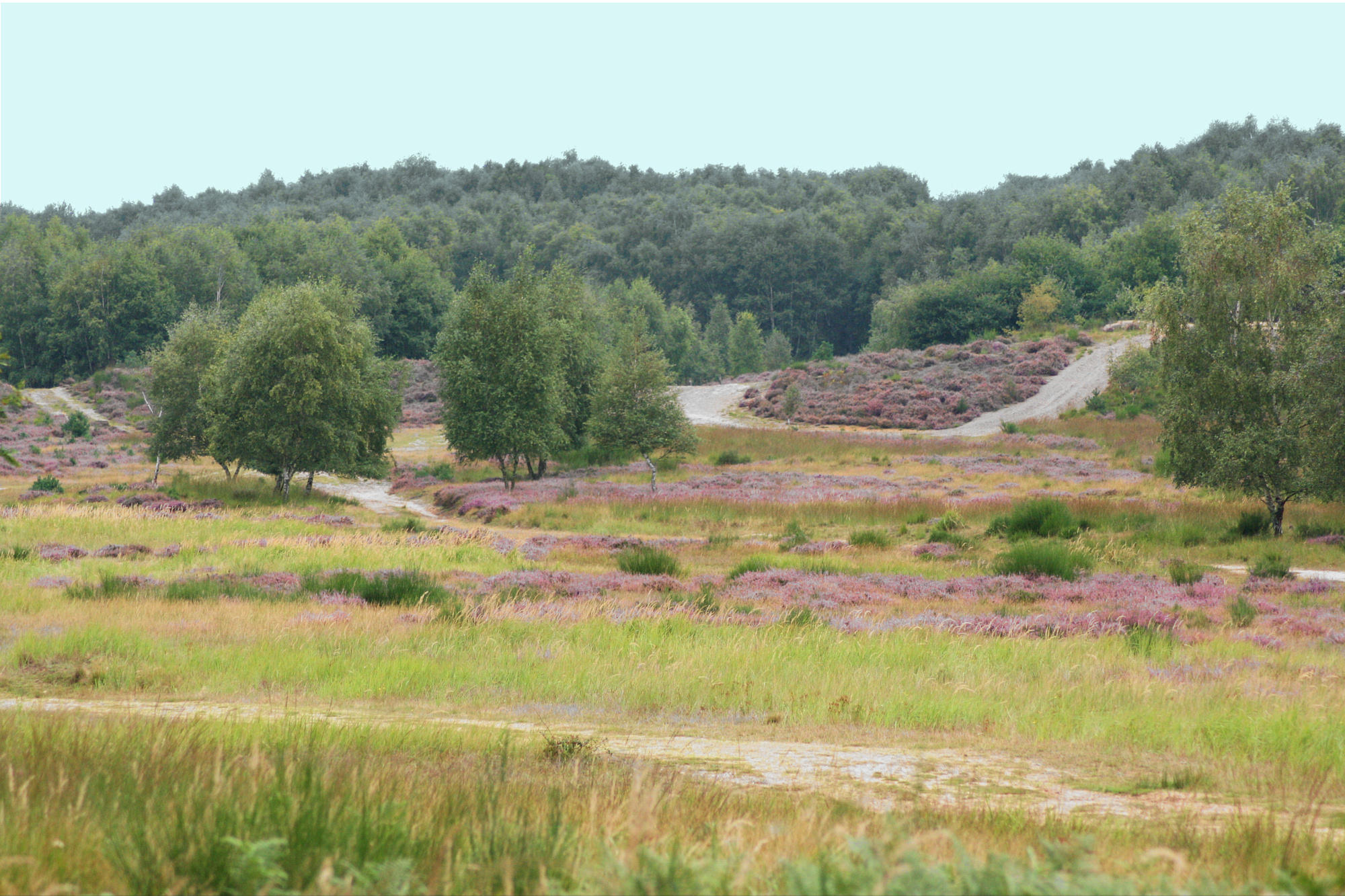
Wahner Heide
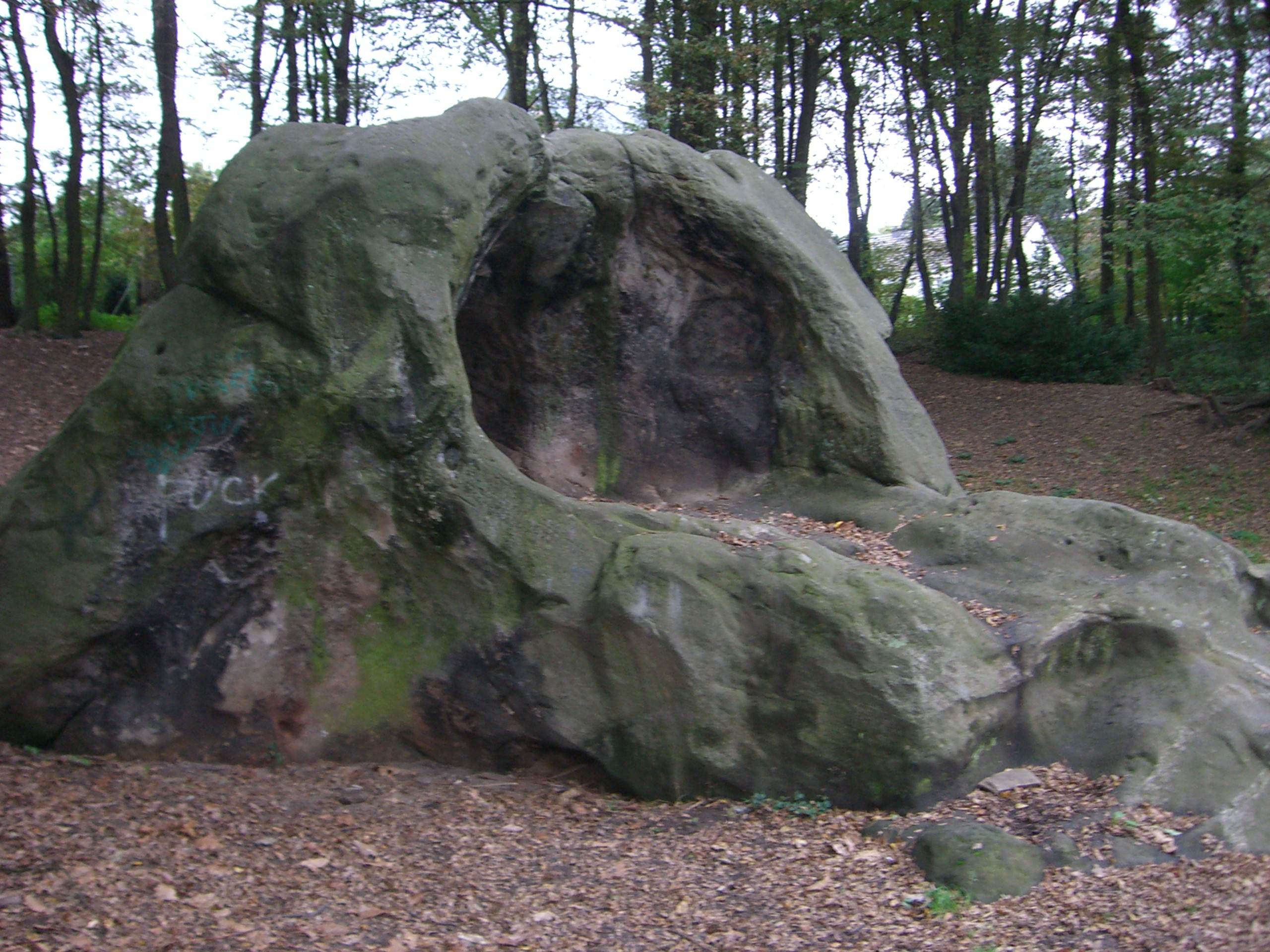
Door explosieven uitgeholde steen in dit natuurgebied

## Trivia
In de periode van rond 1900 tot na de Tweede Wereldoorlog was er op de Wahner Heide een belangrijk militair oefenterrein, waar bij oefeningen ook met scherpe granaten werd geschoten. Veel armere inwoners van Spich, vaak oudere jongens en jonge mannen, vonden een bijverdienste in het verzamelen ("moggelen") van bij de oefeningen niet ontplofte munitie of van brokken metaal van wel ontplofte granaten. Zij verkochten dit in Keulen aan oud-ijzerhandelaren. Omdat het ingezamelde materiaal veelal uit lood (Duits: Blei) bestond, kregen deze mannen de bijnaam Bleimopse. Een oud volksliedje hierover begint met de versregel: "Ein Spicher Bleimops bin ich zwar...". Het verhaalt over iemand die op deze wijze geld genoeg verdient, om met zijn geliefde te kunnen trouwen.
In het dorp Spich is in 2005 een beeldengroep, gewijd aan het bovenstaande, opgericht op een één jaar daarvoor ingericht plein, dat de naam Bleimopsplatz heeft gekregen.